# 박재용 (축구 선수)
박재용(朴才用, 2000년 3월 3일~)은 대한민국의 축구 선수로, 포지션은 스트라이커이다. 현재 전북 현대 모터스 소속이다.

## 구단 경력

### FC  안양
2022년, 인천대학교 3학년을 마치고 K리그2의 FC 안양에 입단했다. 그는 프로 무대에서 첫 시즌에 대부분 교체로 출전하여 2골을 기록했다. 두 번째 시즌에는 팀의 주전 선수가 되었으며, 리그에서 18경기에서 6골을 기록했다.

### 전북 현대 모터스
2023년 7월 20일, 전북 현대 모터스에 입단 해 등번호 10번을 받았다. 이후 인천 유나이티드와의 K리그1 데뷔전에 데뷔골을 기록했다.

## 국가대표팀 경력
2023년, 2022년 아시안 게임에서 대한민국 국가대표팀으로 선발되었다. 쿠웨이트와의 경기에서 득점을 기록하며 대한민국의 9-0 승리에 기여했다.